# Sergei Kusmitsch Bunjatschenko

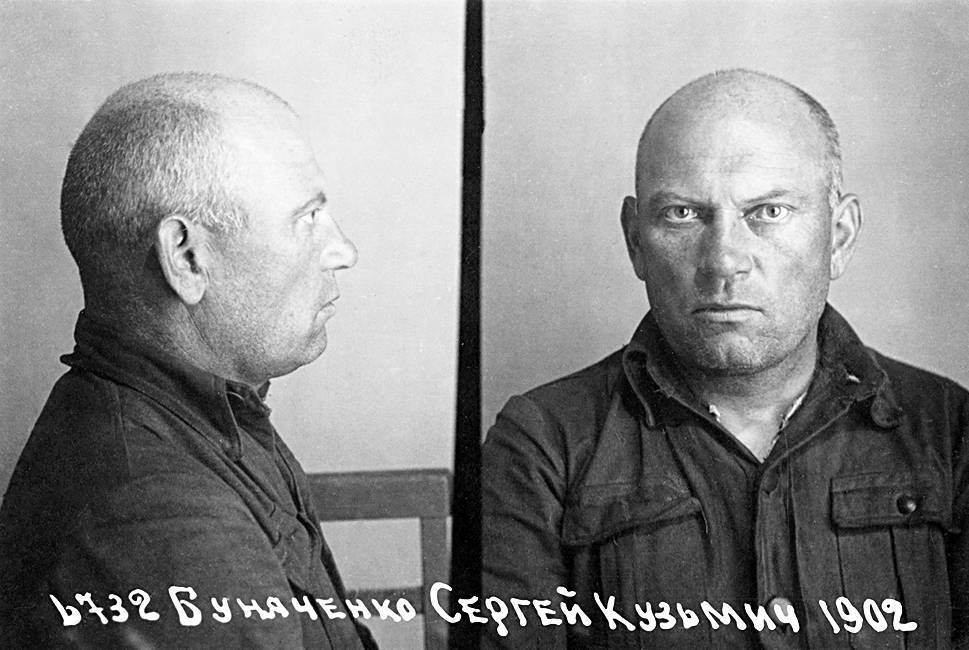
Sergei Bunjatschenko nach seiner Festnahme durch sowjetische Behörden

Sergei Kusmitsch Bunjatschenko (russisch Сергей Кузьмич Буняченко; * 5. Oktober 1902 in Korowjakowka, Gouvernement Kursk; † 1. August 1946 in Moskau) war ein General der Russischen Befreiungsarmee (russisch  Russkaja Oswoboditelnaja Armija, ROA). Nachdem er als Kommandeur einer Division der Roten Armee 1942 in Gefangenschaft geraten war, wechselte er die Seiten und baute zusammen mit Andrei A. Wlassow die ROA mit auf, die auf deutscher Seite gegen die Sowjetunion kämpfte. Er war Kommandeur der einzigen tatsächlich aufgestellten ROA-Division 600. (russische) Infanterie-Division.

## Leben
Bunjatschenko entstammte einfachen Verhältnissen und war bereits im Jahre 1939 im Fernen Osten Divisionskommandeur gewesen. Als Kommandeur der 389. Schützendivision war er am 2. September 1942 zunächst zum Tode verurteilt worden, weil er den Befehl zur Zerstörung der Eisenbahnlinie Izerskaja-Ossetinskaja verfrüht gegeben und dadurch den Einsatz eines Panzerzuges verhindert hatte. Das Urteil wurde aber in zehn Jahre Lagerhaft umgewandelt, die nach Kriegsende abzuleisten gewesen wären. Im Oktober 1942 erhielt er das Kommando über die selbstständige 59. Schützenbrigade, nach deren Vernichtung er am 5. Dezember 1942 in die Gefangenschaft der 2. rumänischen Infanterie-Division geriet.
Anfang 1943 schloss sich Bunjatschenko der ROA an. Zunächst leitete er eine Offiziersschule, fungierte ab September 1943 jedoch als Verbindungsoffizier zur 7. Armee. Am 10. November 1944 übernahm er das Kommando über die 600. Infanterie-Division. Nach einem kurzen Einsatz seiner 600. Infanterie-Division (ROA) gegen einen sowjetischen Brückenkopf an der Oder im April 1945 führte Bunjatschenko seine Einheit nach Prag. In der Hoffnung, in einem neuen tschechoslowakischen Staat eine militärische und staatliche Heimat zu finden, bot er den Aufständischen des Prager Aufstands an, mit seiner Einheit die Seite zu wechseln. Diese lehnten das jedoch ab. Schließlich musste er auch von dort vor der einmarschierenden Roten Armee flüchten und sich in die Hände der Amerikaner begeben.
Am 13. Mai 1945 wurde Bunjatschenko von den Westalliierten an die sowjetischen Behörden ausgeliefert. Zusammen mit Wlassow und sieben anderen Anführern der ROA wurde er nach einem kurzen Prozess hinter verschlossenen Türen am 31. Juli 1946 vom Militärkollegium des Obersten Gerichts der UdSSR wegen Hochverrates zum Tod verurteilt und am nächsten Morgen gegen 2 Uhr hingerichtet.